# Luke Bracey

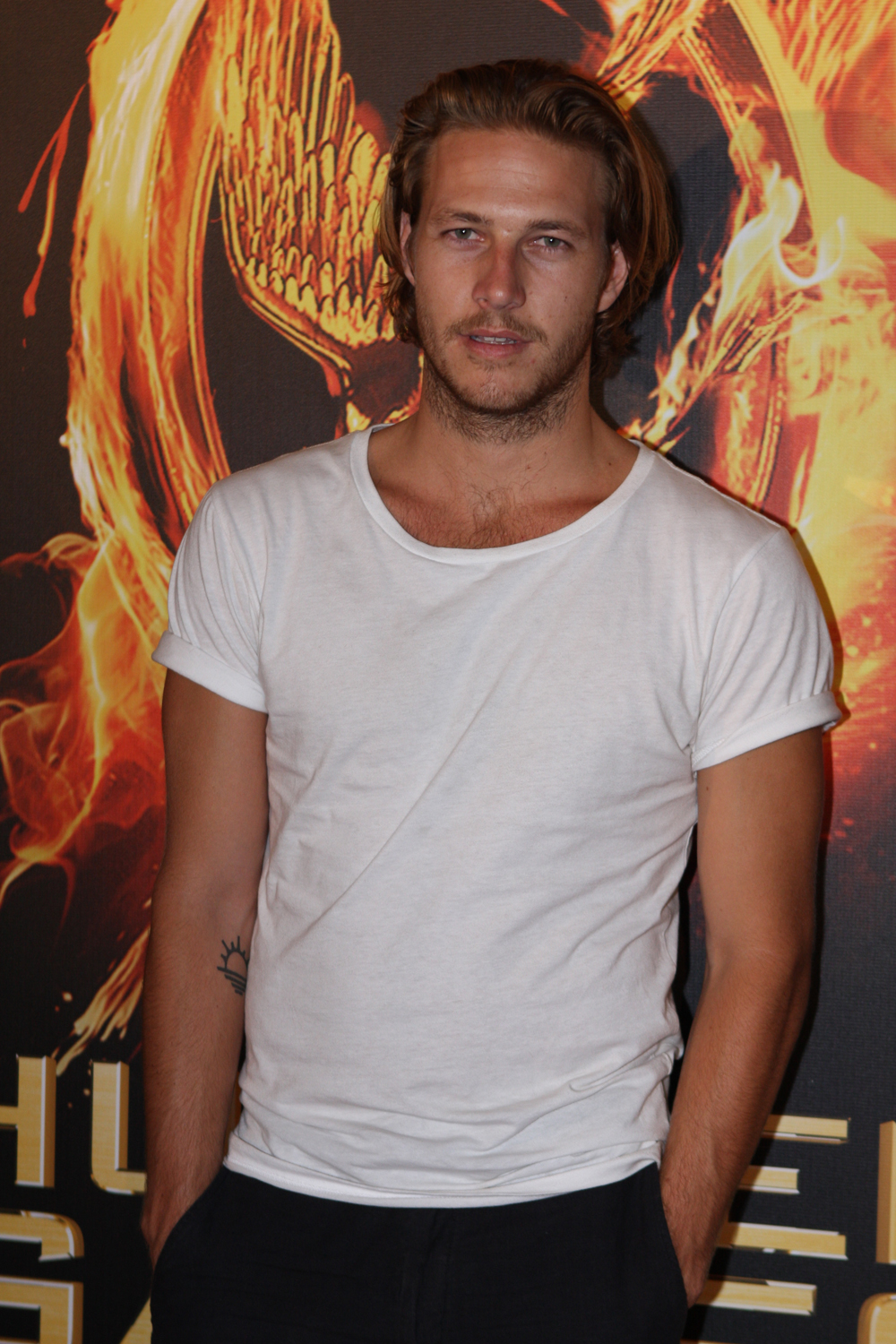
Luke Bracey bei der Premiere des Filmes Die Tribute von Panem – The Hunger Games in Sydney (2012)

Luke Bracey (* 26. April 1989 in Sydney, New South Wales) ist ein australischer Schauspieler.

## Leben
Seine Karriere begann Bracey in der australischen Soap Home and Away. Dort spielte er vom 19. Februar bis zum 31. Juli 2009 die Nebenrolle des Trey Palmer. Danach war er in drei Folgen der Fernsehserie Dance Academy – Tanz deinen Traum! als Aaron zu sehen. Internationale Aufmerksamkeit erlangte er an der Seite von Selena Gomez und Leighton Meester in der Liebeskomödie Plötzlich Star aus dem Jahr 2011. Im selben Jahr ersetzte er Joseph Gordon-Levitt in dem Actionfilm G.I. Joe – Die Abrechnung als Cobra Commander, der im März 2013 in die Kinos kam.
Im März 2013 erhielt er die männliche Hauptrolle des Chris Carver in dem ABC-Pilot Westside. In Baz Luhrmanns Filmbiografie Elvis übernahm Bracey 2022 die Rolle des Elvis-Weggefährten Jerry Schilling.

## Filmografie
- 2009: Home and Away (Daily-Soap)
- 2010: Dance Academy – Tanz deinen Traum! (Dance Academy, Fernsehserie, 3 Episoden)
- 2011: Plötzlich Star (Monte Carlo)
- 2013: G.I. Joe – Die Abrechnung (G.I. Joe: Retaliation)
- 2014: The November Man
- 2014: The Best of Me – Mein Weg zu dir (The Best of Me)
- 2015: Point Break
- 2016: Hacksaw Ridge – Die Entscheidung (Hacksaw Ridge)
- 2019: Danger Close – Die Schlacht von Long Tan (Danger Close: The Battle of Long Tan)
- 2019: Lucky Day
- 2020: Holidate
- 2021: Violet
- 2022: Elvis
- 2022: Interceptor
- 2024: Hochzeit auf Umwegen (Maybe I Do)